# Plage de l'Autre Bord
La plage de l'Autre Bord est une plage de sable fin située au Moule, en Guadeloupe (France). Elle borde un lagon protégé par une barrière de corail,
La plage est située à quelques minutes du centre-ville en direction du port. Plantée de nombreux cocotiers, elle dispose de carbets, de tables et d’infrastructures sanitaires.

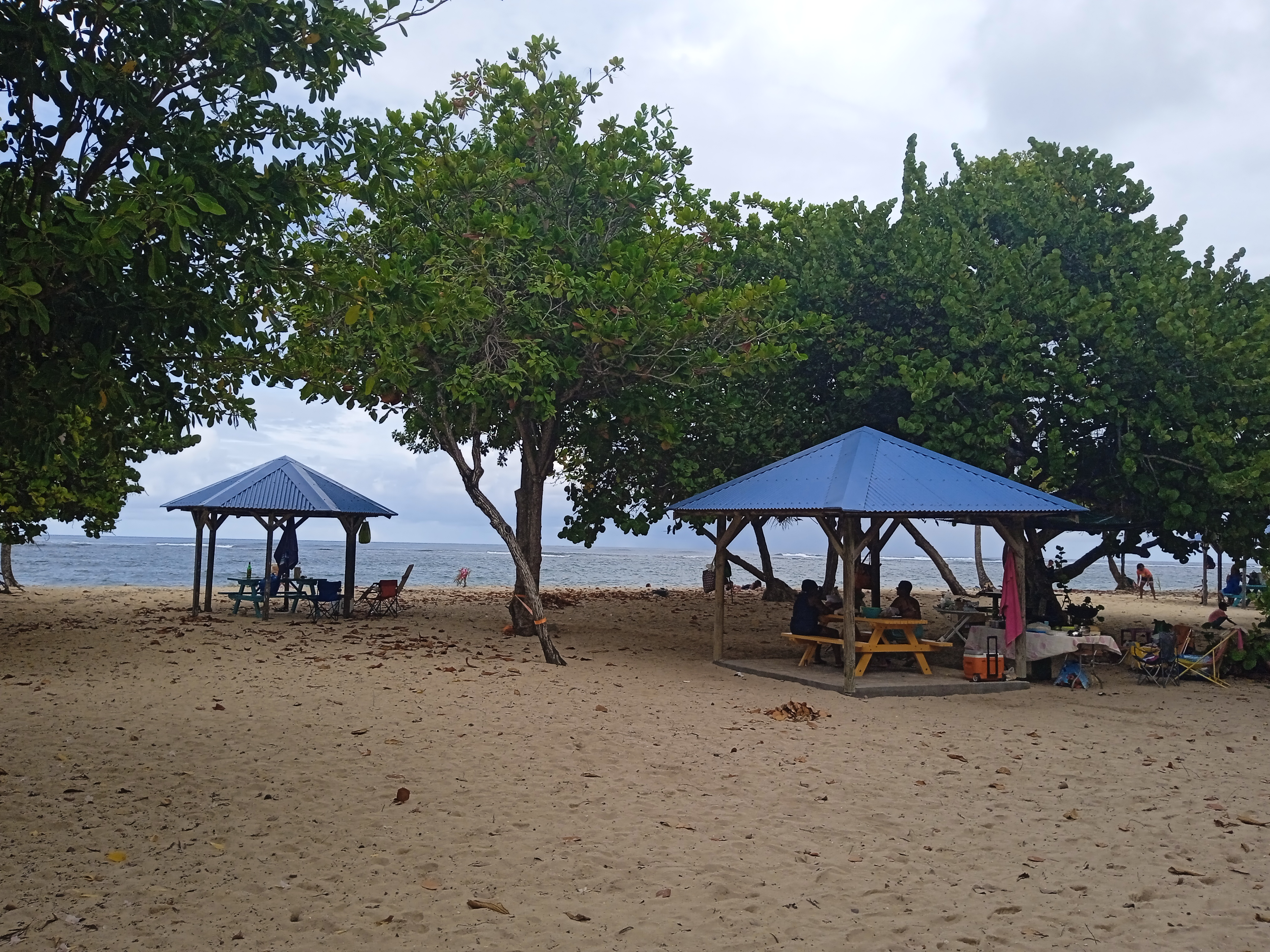
Carbets de la plage de l'Autre Bord.
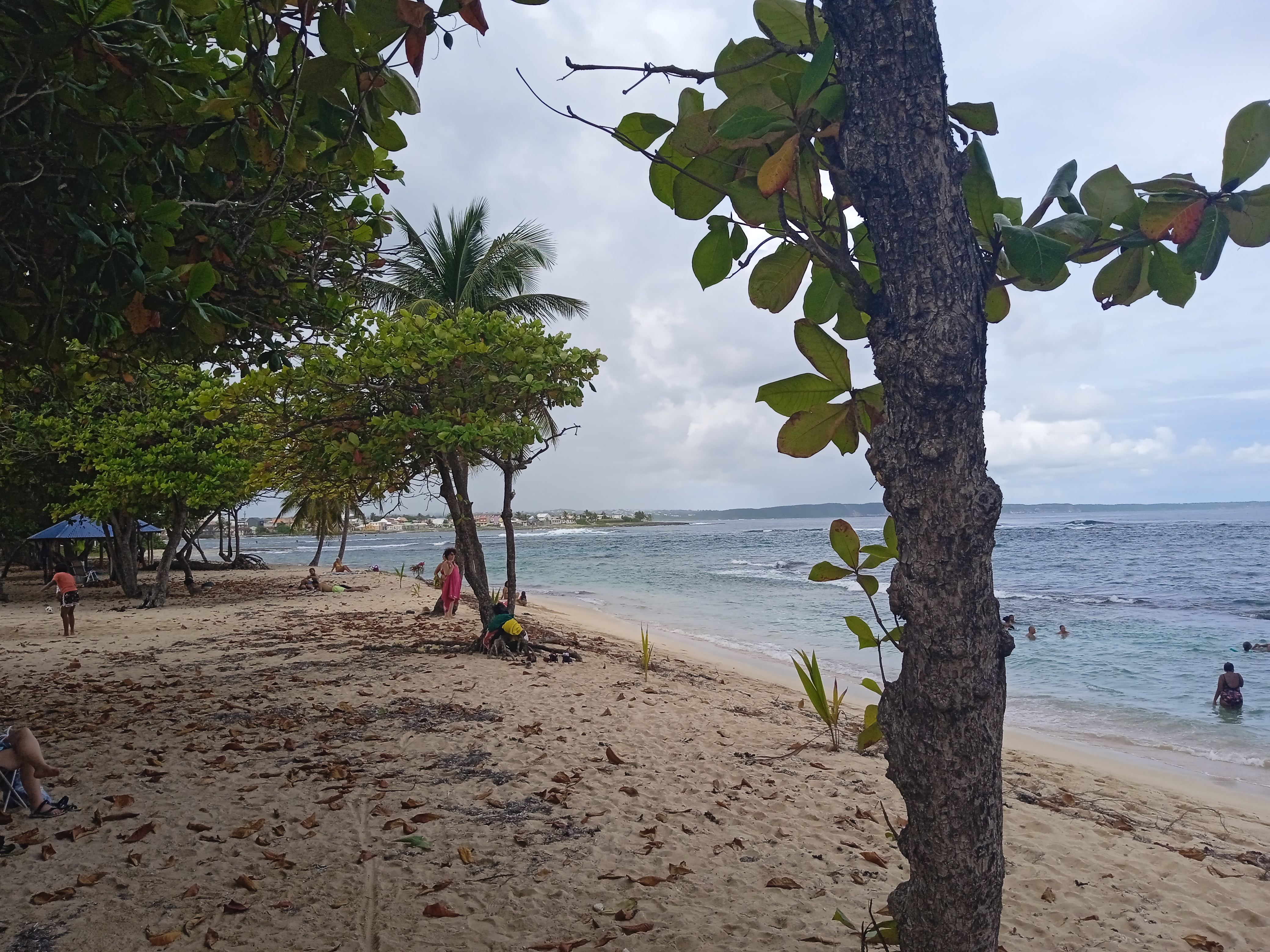
Plage de l'Autre Bord.

## Histoire
Un cimetière de l'époque coloniale a existé sur cette plage. Des fouilles y ont été entreprises en décembre 2012, dans la partie ouest. Une aire funéraire d'une centaine de mètres était située le long du rivage. Protégée jusque dans les années 1970 par une haute dune couverte de végétation, la disparition progressive de celle-ci a accentué l'érosion du trait de côte et la disparition du cimetière.
Les fouilles ont aussi révélé, à l'extrémité de la route de la plage, les vestiges du bourg primitif du Moule qui a été présent ici, de la fin du XVIIe jusqu'au cyclone du 12 septembre 1738. Une rue occupant une position nord-sud était bordée de bâtiments et de jardins. Les reconstructions qui ont suivi ont été rasées par le cyclone du 6 octobre 1766. La zone a alors été abandonnée et la ville rétablie sur l'autre rive de la rivière d'Audoin.